# Röhrenstraße 11, Saarstraße 1a (Bitterfeld)

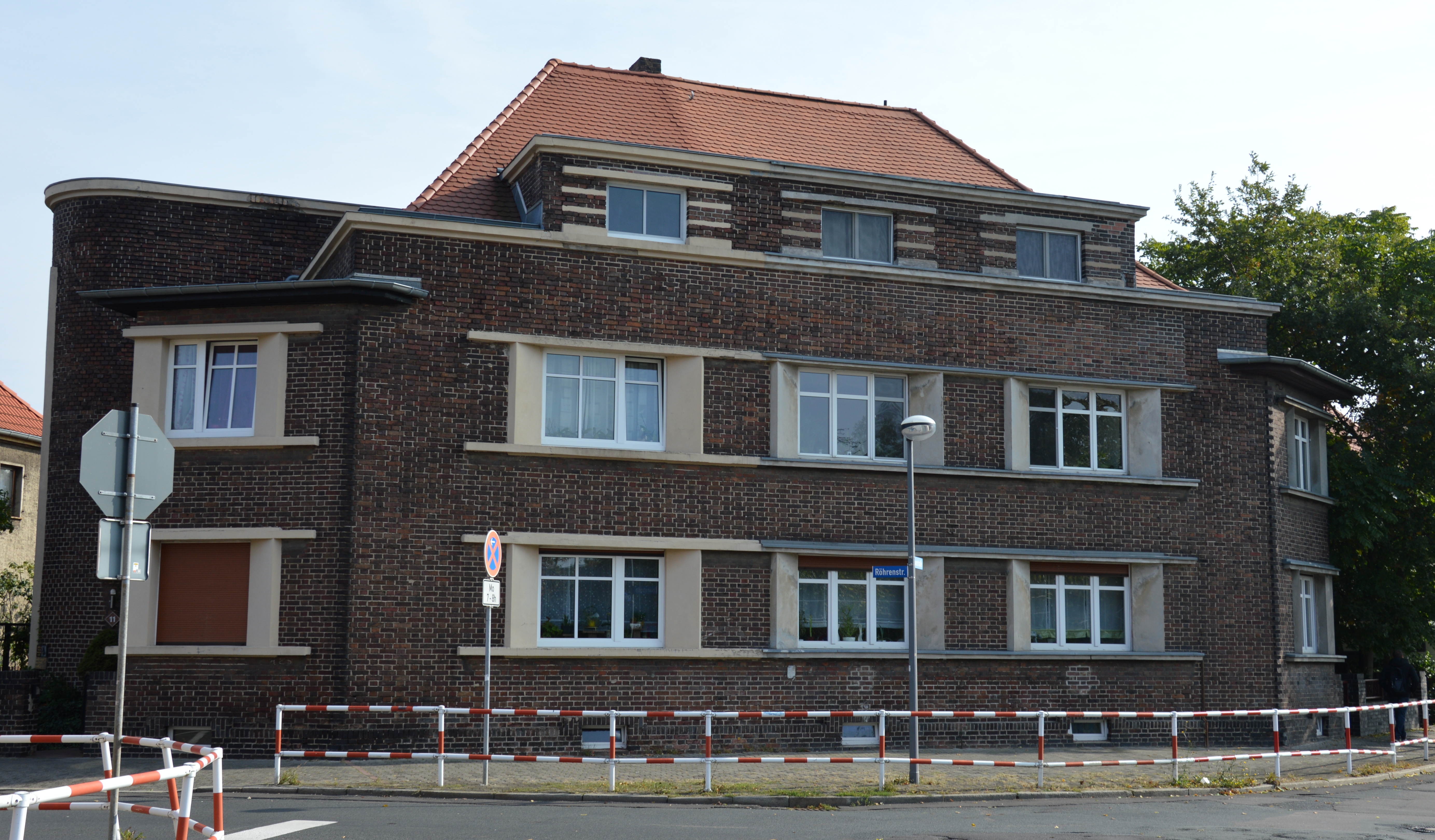
Röhrenstraße 11, Saarstraße 1a, Blick von Westen

Das Gebäude Röhrenstraße 11, Saarstraße 1a ist ein denkmalgeschütztes Wohnhaus in Bitterfeld-Wolfen in Sachsen-Anhalt.

## Lage
Es befindet sich im Stadtzentrum von Bitterfeld in einer Ecklage an der Einmündung der Saarstraße auf die Röhrenstraße.

## Architektur und Geschichte
Der zweigeschossige symmetrische Ziegelbau entstand im Stil des Expressionismus und gilt als gelungenes Beispiel der Neuen Sachlichkeit. Er weist für die 1930er Jahre typische Details auf. So bestehen spitze Winkel, abgerundete Ecken und turmartige Anbauten. Das Gebäude verfügt über einen dreieckigen Erker und einen die gesamte Front durchlaufenden Dachhecht. Die Fassade ist durch Gesimse und Fensterfaschen gegliedert. Die Fugen zwischen den Ziegeln sind hell verputzt und heben sich so von der dunklen ziegelsichtigen Wand ab.
Im örtlichen Denkmalverzeichnis ist das Wohnhaus unter der Erfassungsnummer 094 95336 als Baudenkmal eingetragen.